# Szymon Krawczyk
Szymon Krawczyk (Jarocin, 8 augustus 1998) is een Pools voormalig baan- en wegwielrenner die in 2021 en 2022 reed bij Voster ATS Team.

## Carrière
In 2015 won Krawczyk het Pools kampioenschap op de weg voor junioren. In 2016 wist hij opnieuw Pools kampioen te worden bij de junioren, datzelfde jaar won hij de Europese juniorentitel bij het baanonderdeel omnium en de wereldtitel puntenkoers bij de junioren. Als Elite behaalde hij in  2018 een derde plaats op de afvalkoers tijdens de Europese kampioenschappen baanwielrennen.

## Palmares

### Baanwielrennen
| Jaar     | PK                                                  | EK                                 | WK          | Overig   |
| Junioren | Junioren                                            | Junioren                           | Junioren    | Junioren |
| -------- | --------------------------------------------------- | ---------------------------------- | ----------- | -------- |
| 2015     |                                                     | puntenkoers · ploegenachtervolging |             |          |
| 2016     |                                                     | omnium · ploegenachtervolging      | puntenkoers |          |
| Belofte  |                                                     |                                    |             |          |
| 2017     |                                                     | ploegenachtervolging               |             |          |
| Elite    |                                                     |                                    |             |          |
| 2015     | ploegenachtervolging                                |                                    |             |          |
| 2016     |                                                     |                                    |             |          |
| 2017     | puntenkoers · koppelkoers · omnium · achtervolging  |                                    |             |          |
| 2018     | puntenkoers · koppelkoers · achtervolging · scratch | afvalkoers                         |             |          |
| 2019     | scratch                                             |                                    |             |          |
| 2020     | scratch                                             |                                    |             |          |

### Wegwielrennen
2015
 Pools kampioen op de weg, Junioren
2016
 Pools kampioen op de weg, Junioren
2020
Jongerenklassement Ronde van Roemenië
2e etappe Giro della Regione Friuli Venezia Giulia

## Ploegen
- 2017 –  Voster Uniwheels Team
- 2018 –  Voster Uniwheels Team
- 2019 –  Voster ATS Team
- 2020 –  CCC Development Team
- 2021 –  Voster ATS Team
- 2022 –  Voster ATS Team

Banaszek · Czubak · Grabis · Komar · Krawczyk · Nowaczek · Parma · Podlaski · Sobieraj · Stachowiak